# Gentianella bellidifolia
Gentianella bellidifolia är en gentianaväxtart som först beskrevs av Joseph Dalton Hooker, och fick sitt nu gällande namn av Josef Holub. Gentianella bellidifolia ingår i släktet gentianellor, och familjen gentianaväxter. Inga underarter finns listade i Catalogue of Life.